# Silovec
Silovec este o localitate din comuna Brežice, Slovenia, cu o populație de 37 de locuitori.